# Fosfonit

generell strukturformel

Fosfoniter är kemiska föreningar med den generella strukturformeln P(OR)2R. Syran, där alla R är väteatomer, har formeln P(OH)2H.